# Antriebsrad
Das Antriebsrad beziehungsweise die Antriebsräder dienen der selbständigen Fortbewegung von Rad- und Kettenfahrzeugen.
Zum Beispiel ist bei Motorrädern oder den meisten Fahrrädern das Hinterrad das Antriebsrad, das die Kraft des Motors oder des Menschen auf die Straße überträgt und das Fahrzeug bewegt.
Bei PKWs, LKWs, Panzerfahrzeugen oder Lokomotiven dient in der Regel nur ein Teil der Räder der Kraftübertragung. Man unterscheidet bei Kraftwagen in diesem Zusammenhang meist zwischen Vorder- und Hinterradantrieb. Sitzt die Antriebseinheit (Motor und Getriebe) an der Vorderachse, spricht man von Frontantrieb. Beim Heckantrieb befindet sich das Getriebe an der Hinterachse und der Motor dahinter, typische Heckantriebsfahrzeuge sind der VW Käfer und der Porsche 911. Bei Allradfahrzeugen werden hingegen alle Räder angetrieben. 
Gezogene (zum Beispiel Anhänger) oder geschobene Fahrzeuge (zum Beispiel Schubkarren) und Tretroller haben keine Antriebsräder. 